# موریس باکت
موریس باکت (فرانسوی: Maurice Baquet‎; ۲۶ مهٔ ۱۹۱۱ – ۸ ژوئیهٔ ۲۰۰۵) هنرپیشه، بازیگر تئاتر، بازیگر سینما، کوهنورد، و بازیگر تلویزیون اهل فرانسه بود.
از فیلم‌ها یا برنامه‌های تلویزیونی که وی در آن نقش داشته‌است می‌توان به زد، جرم موسیو لانگه، بابی دیرفیلد، جوان خام، بخش ویژه، آخرین مترو، و فرشته اشاره کرد.